# Line Daugaard
Line Daugaard (Herning, 17 de julho de 1978) é uma ex-handebolista profissional dinamarquesa, campeã olímpica.
Line Daugaard fez parte do elenco medalha de ouro, de Atenas 2004.